# أول توبياس اولسن
أول توبياس اولسن (بالنرويجية البوكمول: Ole Tobias Olsen)‏ هو مصور وقسيس نرويجي، ولد في 18 أغسطس 1830 في Storvoll ‏ في النرويج، وتوفي في 6 يوليو 1924 في أوسلو في النرويج.